# درمنه بزرگ
درمنه بزرگ، درمنه بزرگ حوضه‌ای (نام علمی: Artemisia tridentata) یا (به‌طور محلی) به سادگی درمنه، درختچه‌ای معطر از خانواده کاسنیان است که در شرایط خشک و نیمه‌خشک، در سراسر طیف وسیعی از بیابانهای سرد رشد می‌کند. در زیستگاه‌های استپی و زیستگاه‌های کوهستانی در غرب بین‌کوهستانی آمریکای شمالی رویش می‌کند. نام بومی "Sagebrush" همچنین برای چندین عضو مرتبط از سردهٔ درمنه، مانند درمنه کالیفرنیا (Artemisia californica) استفاده می‌شود.

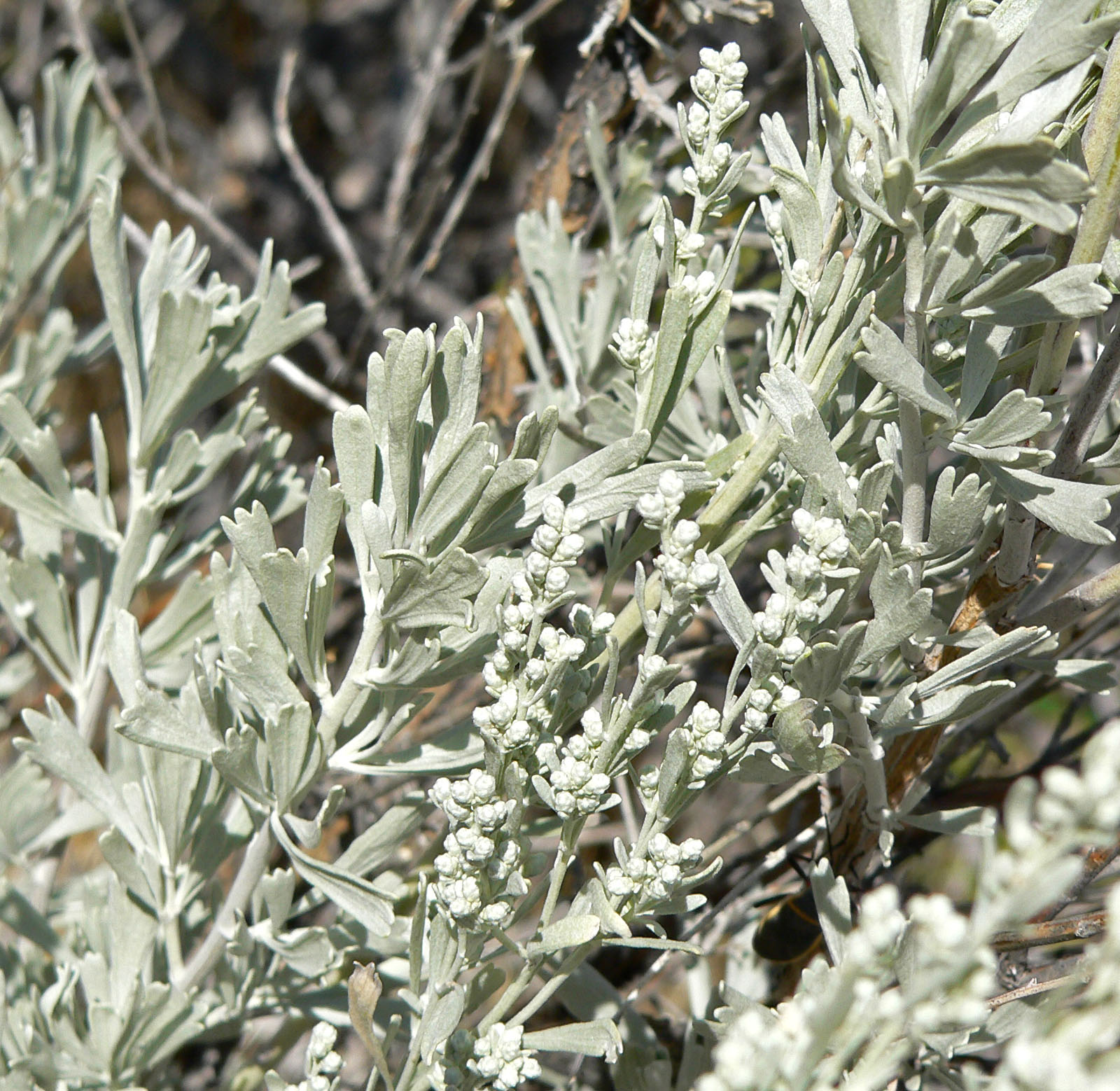
برگ و گل

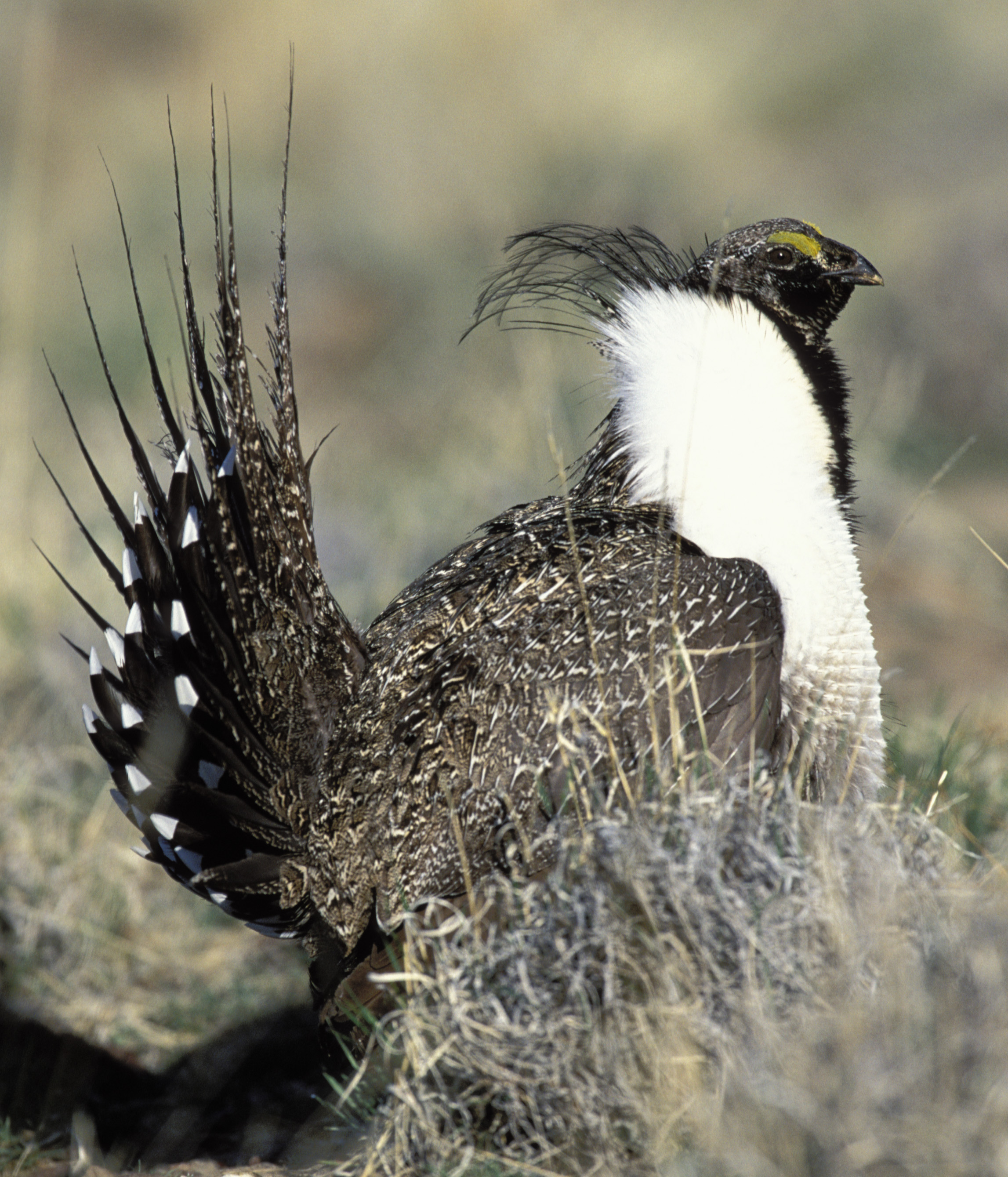
درمنه زیستگاه و غذا برای گونه‌های مختلف جانوری مانند این سیاه‌خروس دم‌سیخ فراهم می‌کند.

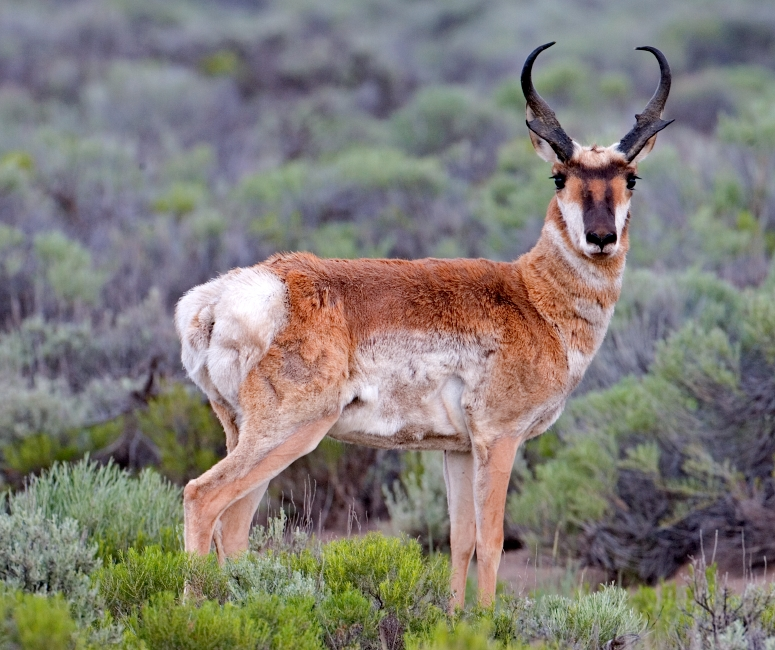
شاخ‌چنگالی تنها گیاه‌خواران بزرگی هستند که به‌طور گسترده روی درمنه می‌چرند.